# Eugen Rößling
Eugen Rößling (* 18. Februar 1917 in Mannheim; † 5. Juli 1965) war ein deutscher Fußballspieler, der als Defensivspieler von 1936/37 bis 1950/51 beim VfR Mannheim in der Gauliga Baden und in der Fußball-Oberliga Süd aktiv gewesen ist. Im Jahr 1949 gewann der Verteidiger mit den blau-weiß-roten Rasenspielern aus Mannheim am 10. Juli mit einem 3:2 nach Verlängerung gegen Borussia Dortmund die Deutsche Meisterschaft. Nachdem Rößling in den Jahren 1938, 1939 und 1943 mit dem VfR Mannheim in der Gauliga Baden die Meisterschaften errungen hatte, kamen nach dem Zweiten Weltkrieg bis 1951 in der Oberliga Süd 135 Punktspiele hinzu. Nach neun Einsätzen bei TuRa Ludwigshafen 1951/52 in der Oberliga Südwest, beendete er 34-jährig seine Fußballerkarriere.

## Karriere

### Beginn in der Gauliga Baden
Ab der Saison 1936/37 gehörte der junge Defensivspieler Eugen Rößling dem Gauligakader des VfR Mannheim an. In den beiden Lokalderbys gegen SV Waldhof am 6. Dezember 1936 (1:1) beziehungsweise 28. Februar 1937 bei einer torreichen 4:7-Niederlage bildete er jeweils mit Albert Conrad das VfR-Verteidigerpaar. Waldhof wurde Meister und der VfR rangierte mit vier Punkten Rückstand auf dem Vizemeisterplatz. In der folgenden Runde, 1937/38, feierte der antrittsschnelle und mit ausgezeichnetem Kopfballspiel versehene Abwehrspezialist, den Gewinn der ersten Gaumeisterschaft. Hauptrivale war in dieser Runde aber der 1. FC Pforzheim. Im letzten Rundenspiel setzten sich die blau-weiß-roten Rasenspieler vor 20.000 Zuschauern gegen den „Club“ aus Pforzheim mit einem 1:0-Heimerfolg durch und entschieden damit das Meisterschaftsrennen. Auch hier bildeten Conrad und Rößling das Verteidigerpaar und in der Läuferreihe war der neue Meister mit Philipp Henninger, Otto Kamenzin und Werner Feth aufgelaufen und hatten im Verbund die Mannen um den zweimaligen Nationalstürmer Erich Fischer in Schach gehalten. In den Endrundenspielen um die deutsche Fußballmeisterschaft spielte der Gaumeister aus Baden gegen den FC Schalke 04, Berliner Sport-Verein 92 und Sport-Verein Dessau 05. Herausragend für Rößling und seine Mannschaftskollegen wurde der 2:1-Auswärtserfolg am 18. April 1938 vor 40.000 Zuschauern in der Glückauf-Kampfbahn nach Toren von Anton Lutz (73.) und Karl Striebinger (81.), als die VfR-Abwehr mit großer Qualität den Schalke-Angriff mit Ernst Kalwitzki, Fritz Szepan, Ernst Poertgen, Ernst Kuzorra und Willi Mecke bekämpfte. Das Rückspiel endete am 30. April vor 34.000 Zuschauern 2:2-Remis. Auch hier bildeten Conrad und Rößling das Verteidigerpaar. Punktgleich mit Schalke 04, beide Mannschaften erzielten 8:4 Punkte, belegte der VfR Mannheim durch das schlechtere Torverhältnis den zweiten Rang.
In der folgenden Runde 1938/39 gelang mit dem neuen Trainer Hans „Bumbes“ Schmidt die Titelverteidigung in der Gauliga Baden. Ungeschlagen – in 18 Spielen erreichte der VfR 12 Siege und spielte in sechs Begegnungen Unentschieden – wurde die Runde durchgespielt und mit 30:6 Punkten und 41:12 Toren auf dem 1. Rang beendet. Garant war die sichere Abwehr mit acht Spielen ohne Gegentor, mit dem neuen Stammtorhüter Karl Vetter und dem gewohnt starken Verteidigerpaar Conrad – Rößling. In der Endrunde um die deutsche Meisterschaft konnte der VfR aber 1939 nicht seine gewohnte Konstanz anschließen und verlor beide Spiele gegen die Stuttgarter Kickers (2:3, 1:4) und vor allem das Rückspiel bei Admira Wien am 14. Mai mit 3:8 Toren. Da half auch der 3:0-Heimerfolg am 23. April gegen das Team um Peter Platzer und Wilhelm Hahnemann nicht wirklich, Wien zog mit 7:5 Punkten in das Halbfinale ein und der VfR Mannheim belegte mit 5:7 Punkten den dritten Gruppenplatz.
Durch den am 1. September 1939 ausgebrochenen Zweiten Weltkrieg wurden die Bedingungen natürlich auch im Sportbetrieb in Mitleidenschaft gezogen. Von Verein zu Verein zwar im Umfang und der Intensität verschieden, aber Fronteinsätze, Gefallene, Verpflegungssituation und später die Fliegerangriffe, setzten dem geordneten Spielbetrieb mehr und mehr zu, verhinderten oftmals einen Rundenverlauf unter annähernd gleichen Rahmenbedingungen. Auch der VfR Mannheim musste mit drei Runden ohne Spitzenplatzierungen leben, erst in der Runde 1942/43 führten die Blau-Weiß-Roten wieder die Tabelle im Gau Baden an. Beim 12:0-Starterfolg am 30. August 1942 trat Rößling als Mittelläufer und Chef der VfR-Abwehr gegen den FC Phönix Karlsruhe an und der spätere Rekordtorschütze Walter Danner (58 Tore) zeichnete sich sogleich als vierfacher Torschütze aus. Die Runde 1942/43 wurde zur Paradesaison des VfR: Die Rasenspieler gewannen die Meisterschaft in der Gauliga Baden nach 18 Spielen mit 137:12 Toren und 36:0 Punkten.
In der Endrunde 1943 um die deutsche Fußballmeisterschaft konnte Rößling durch die Kriegsumstände bedingt aber nicht die Farben des VfR vertreten, auch nicht in der Zwischenrunde im Spiel gegen den Gaumeister der Westmark, den FV Saarbrücken, welcher Mannheim am 30. Mai vor 25.000 Zuschauern mit 3:2 aus dem Rennen warf. Auch im Tschammerpokal 1943 mit den Spielen gegen den FC Mülhausen (4:1), BC Augsburg (4:2) und bei der 3:5-Auswärtsniederlage gegen den Dresdner SC am 3. Oktober konnte Rößling nicht für Mannheim auflaufen. Auch 1944 stand der Verteidiger nicht für seinen Verein in der Endrunde in den Spielen gegen FC Bayern München (2:1 n. V.) und den 1. FC Nürnberg (2:3) zur Verfügung.

### Fortsetzung in der Oberliga Süd
Sportlich riss der VfR bis 1948 zwar keine Bäume aus – er landete auf den Plätzen 14, 12 und 8 –, aber die Bilanz der Rückrunde 1947/48 mit 27:11 Punkten machte schon deutlich, dass jetzt in der Mannschaft mehr steckte als die 16:22 Punkte der Hinrunde und Hoffnungen für eine deutliche Verbesserung in den Folgejahren nicht unrealistisch waren.
Am Ende dieser Spielzeit sorgte weniger das sportliche Geschehen als vielmehr die Währungsreform, also die Umstellung der wertlosen Reichsmark auf die DM am 21. Juni 1948, bei manchem Fußballklub für finanzielle Turbulenzen, denn obwohl der DFB den Status des „Vertragsspielers“ erst bei seiner Wiedergründung im Januar 1950 legalisierte, waren Oberligakicker auch vorher schon keine reinen Amateure mehr. Unter anderem um den Vereinen unter die Arme greifen zu können, war im Mai 1948 in Württemberg-Baden die staatliche Toto GmbH gegründet worden. Auf deren erstem Wettschein stand am 15./16. Mai 1948 das Mannheimer Derby zwischen dem SVW und dem VfR als Spiel 1 an oberster Stelle.
Da die drei Neuzugänge Fritz Bolleyer (25-7), Ernst Langlotz (21-7) und Rudi Maier (27-0) sich schnell 1948/49 als Verstärkungen erwiesen, war der Vormarsch der Mannheimer Rasenspieler auf der sportlichen Basis der Rückrunde 1947/48 auf den Vizemeisterplatz möglich. In den beiden Spitzenspielen gegen den überlegenen Südmeister Kickers Offenbach am 28. November 1948 beziehungsweise 10. April 1949 war die Defensivformation des VfR jeweils in der Besetzung mit Torhüter Hermann Jöckel, dem Verteidigerpaar Philipp Henninger und Rößling und in der Läuferreihe mit Jakob Müller, Kurt Keuerleber und Rudi Maier aufgelaufen. Beide Spiele endeten 1:1 und Rößling hatte in 23 Rundenspielen mitgewirkt. Mit der Vizemeisterschaft war Mannheim zur Teilnahme an der Endrunde um die deutsche Meisterschaft berechtigt.
Im Viertelfinale bezwang der möglicherweise unterschätzte VfR den Hamburger SV im Frankfurter Waldstadion sensationell hoch mit 5:0. Dabei bewährte sich neben der torgefährlichen Angriffsreihe auch der Defensivverbund, der die Offensivformation des HSV mit Manfred Krüger, Heinz Werner, Edmund Adamkiewicz, Herbert Wojtkowiak und Erich Ebeling nicht zur Entfaltung kommen ließ. Im Halbfinale bekam es das Team um Verteidiger Rößling mit den Offenbachern Stürmern Gerhard Kaufhold, Kurt Schreiner, Emil Maier, Albert Wirsching und Willi Weber zu tun, gegen die man in der Oberliga zweimal remisiert hatte. Die Partie fand am 26. Juni in der Gelsenkirchener Glückauf-Kampfbahn statt, und die drei Treffer des Spiels fielen in den ersten acht Minuten: Mittelstürmer Löttke brachte bereits in der 1. Minute den VfR mit 1:0 in Führung, Schreiner glich für den OFC in der 3. Minute aus und Rudolf de la Vignes Treffer in der 8. Minute bedeutete den 2:1-Endstand für Mannheim und den überraschenden Finaleinzug der Mannschaft aus der Quadratestadt.
Auch gegen den Endspielgegner Borussia Dortmund galten die Nordbadener als Außenseiter. An einem brütend heißen Julisonntag – das Spiel ging als „Stuttgarter Hitzeschlacht“ in die Annalen ein – konnte der VfR zweimal die Dortmunder Führung egalisieren, so dass die ca. 92.000 Zuschauer im überfüllten Neckarstadion (offiziell waren 89.420 Karten verkauft worden) für ihr Eintrittsgeld noch eine 30-minütige Zugabe erhielten. In der erzielte Mittelstürmer Löttke in der 108. Minute den 3:2-Siegtreffer für den VfR Mannheim. Alle drei Endrundenspiele hatte das Team von Trainer Hans „Bumbes“ Schmidt in gleicher Formation bestritten.
Der Titelgewinn oder die Vizemeisterschaft glückte dem VfR 1949/50 in der Oberliga Süd nicht, mit dem vierten Rang hatte man sich aber ausnahmsweise in diesem Jahr erneut für die Endrunde mit 16 Mannschaften qualifiziert. Rößling hatte lediglich ein Spiel in der Oberligarunde versäumt. Am 21. Mai 1950 trafen vor 38.000 Zuschauern im Gladbecker Stadion in der Vorrunde die zwei Finalisten des Vorjahres, Borussia Dortmund und der VfR Mannheim, aufeinander. Dem westdeutschen Meister gelang die Endspielrevanche nicht, das Team um Verteidiger Rößling setzte sich mit 3:1 durch; lediglich Franz Islacker war neu in das Team des Titelverteidigers gerückt. In der Zwischenrunde am 4. Juni kam dann aber gegen den Westvizemeister Preußen Dellbrück mit einem 1:2 das Endrundenaus für den VfR; nicht zuletzt die überragende Leistung des späteren Nationaltorhüters Fritz Herkenrath verhinderte für Rößling und Kollegen den Einzug in das Halbfinale.
Zu Beginn der Hinrunde hatte Rößling im Wettbewerb um den Länderpokal am 18. September 1949 vor 22.000 Zuschauern im Waldhofstadion im Spiel Nordbaden gegen Pfalz/Rheinhessen (mit den Brüdern Fritz und Ottmar Walter) an der Seite von Georg Siegel (SV Waldhof) bei einer 1:4-Niederlage das Verteidigerpaar gebildet.
Das letzte Oberligaspiel für den VfR Mannheim bestritt die langjährige Defensivgröße am 1. Mai 1951 beim Nachholspiel gegen München 1860 im Stadion an der Grünwalderstraße. Bei einer 2:5-Niederlage verteidigte er zusammen mit seinen Abwehrkollegen Jöckel, Senk, Müller, Keuerleber und Maier. Rößling hatte 1950/51 beim Erreichen des 12. Ranges nochmals 16 Ligaspiele für den VfR absolviert. Nach insgesamt 135 Einsätzen in der Oberliga Süd bei seinem Heimatverein schloss er noch eine Saison bei TuRa Ludwigshafen in der Oberliga Südwest an; verletzungsbedingt konnte er nur noch in neun Spielen für die TuRa auflaufen und beendete dann endgültig seine fußballerische Laufbahn.